# Університет штату Джорджія
Університет штату Джорджія (Georgia State, State, або GSU) — державний дослідницький університет в Атланті, штат Джорджія.

## Загальний опис
Заснований у 1913 році, це один із чотирьох дослідницьких університетів системи університетів Джорджії. Це також найбільший вищий навчальний заклад за кількістю студентів у Джорджії та один із найбільших у країні з кількістю студентів близько 50 000, включаючи приблизно 21 000 студентів Perimeter College, а також 33 000 студентів та аспірантів у головному кампусі в центрі міста.
Штат Джорджія класифікується як «R1: Докторські університети — дуже висока дослідницька діяльність». Університет є найповнішим державним закладом у Грузії, який пропонує понад 250 програм у більш ніж 100 галузях навчання в 10 академічних коледжах і школах. У штаті Джорджія є дві бібліотеки: Університетська бібліотека, яка розділена між Північною бібліотекою та Південною бібліотекою в головному кампусі, а також розділена між кампусами коледжу Perimeter, і Юридична бібліотека, яка розташована в головному кампусі. Разом обидві бібліотеки містять понад 13 мільйонів фондів і служать федеральними депозитаріями документів. Від діяльності університету штат Джорджія має сумарний позитивний економічний ефект у розмірі 2,5 мільярда доларів.

## Історія
Спочатку Університет штату Джорджія був заснований у 1913 році як вечірня комерційна школа Технологічної школи Джорджії. Реорганізація Університетської системи Джорджії в 1930-х роках призвела до того, що школа стала Центром розширення Університетської системи Джорджії в Атланті і дозволила студентам вечірньої форми навчання отримувати ступені кількох коледжів Університетської системи. У цей час школа була розділена на два підрозділи: Вечірній коледж Джорджії та Молодший коледж Атланти. У вересні 1947 року школа була приєднана до Університету Джорджії і отримала назву Відділення Університету Джорджії в Атланті.
Перші чотири десятиліття школа вважалася філіалом материнської установи, Технологічного інституту Джорджії, до 1947 року, а після 1947 року — Університету Джорджії. Відповідно, його керівник називався директором. Однак у 1955 році Рада регентів зробила його автономним чотирирічним коледжем під назвою Коледж ділового адміністрування штату Джорджія. Волтер Спаркс, який обіймав посаду директора з 1927 року, став першим президентом нової автономної установи. У 1961 році інші програми в школі стали настільки великими, що назву скоротили до Коледжу штату Джорджія. 1969 року він став Університетом штату Джорджія.
У 1995 році Рада регентів штату Джорджія надала Університету штату Джорджія статус «дослідницького університету», приєднавши його до Університету Джорджії, Технологічного інституту Джорджії та Університету Огасти.
Перший афроамериканський студент був зарахований до Університету Джорджії в 1962 році, через рік після інтеграції Університету Джорджії та Технологічного інституту Джорджії. Аннет Люсіль Холл, вчителька суспільствознавства з Літонії, записалася на курс Інституту американізму та комунізму, курс, обов'язковий для всіх вчителів суспільствознавства Джорджії.